# Peugeot P4
De Peugeot P4 is een lichte, niet-gepantserde terreinauto met vierwielaandrijving. Hij werd vooral gebruikt door het Franse leger en aangeduid als "Véhicule léger tout-terrain" (lichte terreinauto). Aanvankelijk werd hij geproduceerd door Peugeot, maar de productie werd in 1985 overgenomen door Panhard. In 2008 werd de P4 vervangen door de Panhard PVP.
De Peugeot P4 is gebaseerd op de Mercedes-Benz G-Klasse, maar is voorzien van een Peugeot-motor en -uitrusting.

## Geschiedenis
In de jaren zestig besloot het Franse leger dat alle 10.000 jeeps vervangen moesten worden. Het leger beschikte over de Hotchkiss M201 die echter aan het eind van zijn levensduur was en midden jaren zestig uit de productie zou worden genomen. Frankrijk was vanaf 1966 samen met Italië en West-Duitsland deelnemer aan het Europa Jeep-project, ter ontwikkeling van een amfibische terreinauto. In afwachting van de Euro Jeep werden in 1972 als tussenoplossing 7.000 stuks Citroën Méhari gekocht. Ook verlengde Frankrijk de levensduur van de Hotchkiss M201. De Euro Jeep liep echter ernstige vertraging op, en in 1976 trok Frankrijk zich uit het project terug, dat daarop werd opgegeven.
Twee jaar eerder was het Franse leger al een andere oplossing gaan onderzoeken. Van de eis dat de nieuwe terreinauto een amfibievoertuig moest zijn werd afgezien. De vervangende auto moest vier personen kunnen vervoeren, beschikken over een radio, en klein genoeg zijn om te kunnen worden vervoerd per vliegtuig en te worden geparachuteerd. Uit drie aanbiedingen koos Frankrijk ten slotte voor de Peugeot P4. Via een overeenkomst tussen Peugeot en Daimler Benz werd geregeld dat beide autofabrikanten ieder 50% van de P4 zouden produceren. Peugeot plaatste een Peugeot 504 motor en de versnellingsbak van een Peugeot 604 op een Mercedes-Benz G-Klasse chassis en installeerde ook het elektrisch systeem, laste de auto aan elkaar en zorgde voor het lakken. De overige werkzaamheden werden uitgevoerd door Mercedes. De Peugeot-fabriek in Sochaux legde de laatste hand aan de assemblage van de Peugeot P4. Het eerste prototype werd getest in 1978. Het was het begin van een lange reeks testen, waaronder deelname aan een rally in Algerije met een benzine- en een dieselmotor-versie van de P4.
In 1981 bestelde het Franse leger 15.000 stuks; deels met een benzinemotor en deels met een dieselmotor. Na een besluit het leger in te krimpen werd dit aantal verlaagd tot 13.500 stuks. De eerste voertuigen werden begin 1983 geleverd. Vanaf 1985 werd de productie overgedragen aan Panhard in Marolles-en-Hurepoix, waar ongeveer 6.000 auto's werden geproduceerd.
Een civiele versie werd ook gebouwd, maar deze was niet succesvol vanwege de hoge prijs en een slechte verhouding van het gewicht en vermogen.

## Beschrijving
De Peugeot P4 had een standaardindeling, met voorin de motor, dan het bestuurdersgedeelte, en ten slotte het laadruim. Er werden twee Peugeotmotoren gebruikt; beide met vier cilinders. De benzinemotor, met een cilinderinhoud van 1.971 cc, leverde een vermogen van 79 pk bij 4.750 toeren per minuut. De dieselmotor had een inhoud van 2.498 cc en leverde bij 4.500 toeren een vermogen van 70,5 pk. De versnellingsbak telde vier versnellingen voor- en één achteruit. Door de installatie van een extra reductiebak konden de versnellingen in hoge- en lage gearing gebruikt worden (4F1Rx2). Het voertuig had vierwielaandrijving (4x4). In de laadruimte was plaats voor 750 kilogram lading of vier militairen. Het geheel kon worden afgeschermd met een canvas dak. De brandstoftank had een capaciteit van 75 liter. Er was een korte wielbasis versie van 2,4 meter en een langere van 2,85 meter. Het elektrisch systeem was 24 volt. Het reservewiel was bevestigd aan de achterklep.
In productie: 208 · e-208 · 301· 308 · 508 · 1007 · 2008 · 3008 · 5008 · Boxer · Expert · Partner

Niet meer geproduceerd: 104 · 106 · 107 · 108 · 
201 · 202 ·
203 · 204 ·
205 ·
206 · 206 CC ·
207 · 207 CC ·
301 · 302 ·
304 · 305 · 306 · 307 · 309 · 
401 · 402 · 
403 · 404 · 405 · 406 · 407 · 4007 ·
504 · 505 · 
604 · 605 · 607 · 
806 · 807 · iOn · 
J4 · J5 · J7 · J9 · Bipper ·
D3A · D4A · RCZ

Prototypes: 907 · 908 RC · 916 · Proxima · Oxia · EX1 · e-Legend

Historische modellen: Type 1 · Type 2 · Type 3 · Type 4 · Type 5